# Enemigo íntimo
Enemigo íntimo est une telenovela americano-mexicaine, de type telenarconovela produite par Telemundo Global Studios et Argos Comunicación. Elle est diffusée entre le 21 février 2018 et le 21 septembre 2020 sur Telemundo.
Le 7 mai 2018, Telemundo confirme que la série est reconduite pour une deuxième saison.

## Synopsis
Il s'agit de l'histoire de deux frères et sœurs qui assistent au meurtre de leurs parents entre les mains d'un des cartels de la drogue au Mexique. Après ce meurtre, Roxana Rodiles, la plus jeune sœur d'Alejandro Ferrer est enlevée. 25 ans plus tard, Alejandro Ferrer est maintenant le capitaine de la police fédérale et ne cherche qu'à se venger des narcos pour avoir détruit sa famille. Roxana qui après avoir disparu 25 ans ignore que son frère est Alejandro. Elle entre dans une entreprise d'achat et de vente de diamants. Cependant, tout sera de courte durée lorsque Interpol, qui suit silencieusement la piste de l'argent, essaie de la capturer. Après avoir été arrêtée et interrogée, Roxana est incarcérée dans la prison de Las Dunas, établissement avec des caractéristiques presque uniques au Mexique, puisqu'il abrite simultanément, bien que dans différents pavillons, des hommes et des femmes privés de liberté pour être accusés ou condamnés pour les crimes les plus divers. Alejandro, sachant que c'est lui le responsable de l'envoi de Daniel Laborde, en tant qu'agent infiltré tentera de tomber amoureux de Roxana pour obtenir des informations. Après plusieurs malentendus entre les deux frères et sœurs et sans savoir qu'ils sont parents, ils vont essayer de détruire les narcos.

## Distribution

### Rôles principaux
- Fernanda Castillo : Roxana Rodiles
- Raúl Méndez : Alejandro Ferrer
- Matías Novoa : Daniel Laborde
- Rafael Sánchez Navarro : Leopoldo Borges
- Guillermo Quintanilla : Guillotina
- Leonardo Daniel : David
- Otto Sirgo : Nemesio Rendón

### Rôles secondaires
- Valentina Acosta : Olivia
- Itahisa Machado : Marimar Rubio
- Elvira Monsell : Zoraida
- Mayra Rojas : Clarisa
- Alpha Acosta : Minerva Zambrano
- Mayra Sierra : Silvia Castañeda
- Mar Zamora : Ochún
- María del Carmen Félix : La Puma
- Mauricio Rousselon : El Bauser
- Tomás Rojas : Orejas
- Natalia Benvenuto : Puki
- Alan Ciangherotti : Buitre
- Tania Niebla : Tamara
- Miguel Moreno : Puenzo
- René García : Priamo Cabrales
- Francisco Calvillo : Rafael Mantilla Moreno / El Patojo
- Diego Soldano : Federico Montalvo
- Flavio Peniche : Pedro Bencomo Saldivia / Sanson
- Sandra Benhumea : Lula Pineda
- Rafael Nieves : Carlos
- Mónica Jiménez : Eladia
- Jorge Lan : Gonzalo
- Iván Aragón : Chamaco
- Jean Paul Leroux : Ángel Cordero
- Roberto Uscanga : El Cristero

- Alejandro Speitzer : Luis Rendón / El Berebere
- Armando Hernández : Colmillo
- Samadhi Zendejas : Mamba

## Production
La série est écrite par Hubert Barrero, réalisée par Danny Gavidia et Felipe Aguilar et produite par Monica Vizzi. Elle a été créée en succédant à Señora Acero, La Coyote. 
Mettant en vedette Fernanda Castillo, Raúl Méndez et Matías Novoa et avec la participation antagoniste de Guillermo Quintanilla, Otto Sirgo, Alejandro Speitzer et María del Carmen Félix. Avec également les performances de Rafael Sánchez-Navarro, Leonardo Daniel et Valentina Acosta.

### Récit
La série raconte l'histoire de deux frères et sœurs séparés quand ils étaient petits enfants et qui ont été réunis des années plus tard. Tous deux ignorent qu'ils ont beaucoup de choses en commun, les mêmes parents, une enfance heureuse et un grand crime qui les a séparés. Il n'a jamais cessé de la chercher et maintenant elle n'a plus de souvenirs mais le destin les met face à face dans une guerre effroyable.